# Бурая пескарка
Бурая пескарка, или морская мышь (лат. Callionymus pusillus), — вид небольших рыб из семейства лировых (Callionymidae).

## Описание
Длина тела до 14 см. Тело удлиненное, низкое, без чешуи, голова и передняя часть туловища уплощены, задняя часть сжата с боков. В первом спинном плавнике четыре колючих лучей. Во втором спинном плавнике 6—7 мягких лучей. Голова большая, рыло вытянутое, и  больше диаметра глаза. Шип предкрышковой кости с тремя, иногда с четырьмя зубчиками, два из которых направлены вверх. Самки и самцы отличаются между собой по длине плавников, в частности лучи спинных и хвостового плавников у самок значительно короче. Верхняя часть головы и туловища бурые, с мелкими чёрными точками и пятнышками, ниже которых крупные беловатые пятнышки с тёмной каймой. Ниже окраска светлее. У самцов на боках до 14—15 и более светлых полосок с чёрной каймой, которая внизу почти незаметна, а также длинные тёмные поперечные параллельные полоски на спинных плавниках и пятна на брюшных плавниках. Вдоль вершины анального плавника невнятная размытая чёрная кайма. У самок полоски на боках и на спинных плавниках отсутствуют, первый спинной плавник пепельный, почти чёрный, на брюшных плавниках есть тёмные пятна.

## Ареал
Распространение вида: В Атлантическом океане на север до Лиссабона. Средиземное, Адриатическое, Чёрное моря.

## Биология
Морская донная жилая рыба прибрежья. Предпочитает участки с песчаными почвами, при опасности быстро закапывается. Держится на мелководье, часто вблизи уреза воды. В холодное время года откочевывает на глубины до 30—35 м. У берегов встречается в апреле —- октябре. Размножение с середины мая до середины сентября при температуре воды 16-25 °С. Нерест порционный, происходит на незначительных глубинах. Икра пелагическая. Личинки ведут пелагический образ жизни, встречаются на расстоянии до 7,5-10 морских миль от берегов, но в возрасте двух недель, при длине тела 6-7 мм, они постепенно опускаются на дно. Молодь питается мелкими представителями фитопланктона и зоопланктона. Взрослые питаются крупными ракообразными.